# Euspilotus campechianus
Euspilotus campechianus är en skalbaggsart som först beskrevs av Sylvain Auguste de Marseul 1855.  Euspilotus campechianus ingår i släktet Euspilotus och familjen stumpbaggar. Inga underarter finns listade i Catalogue of Life.